# 笹部站
笹部站（日语：／ Sasabe eki */?）是位於兵庫縣川西市笹部，屬於能勢電鐵的妙見線車站，車站編號為NS11。

## 歷史
- 1923年（大正12年）11月3日 - 車站啟用[2]。

## 車站構造

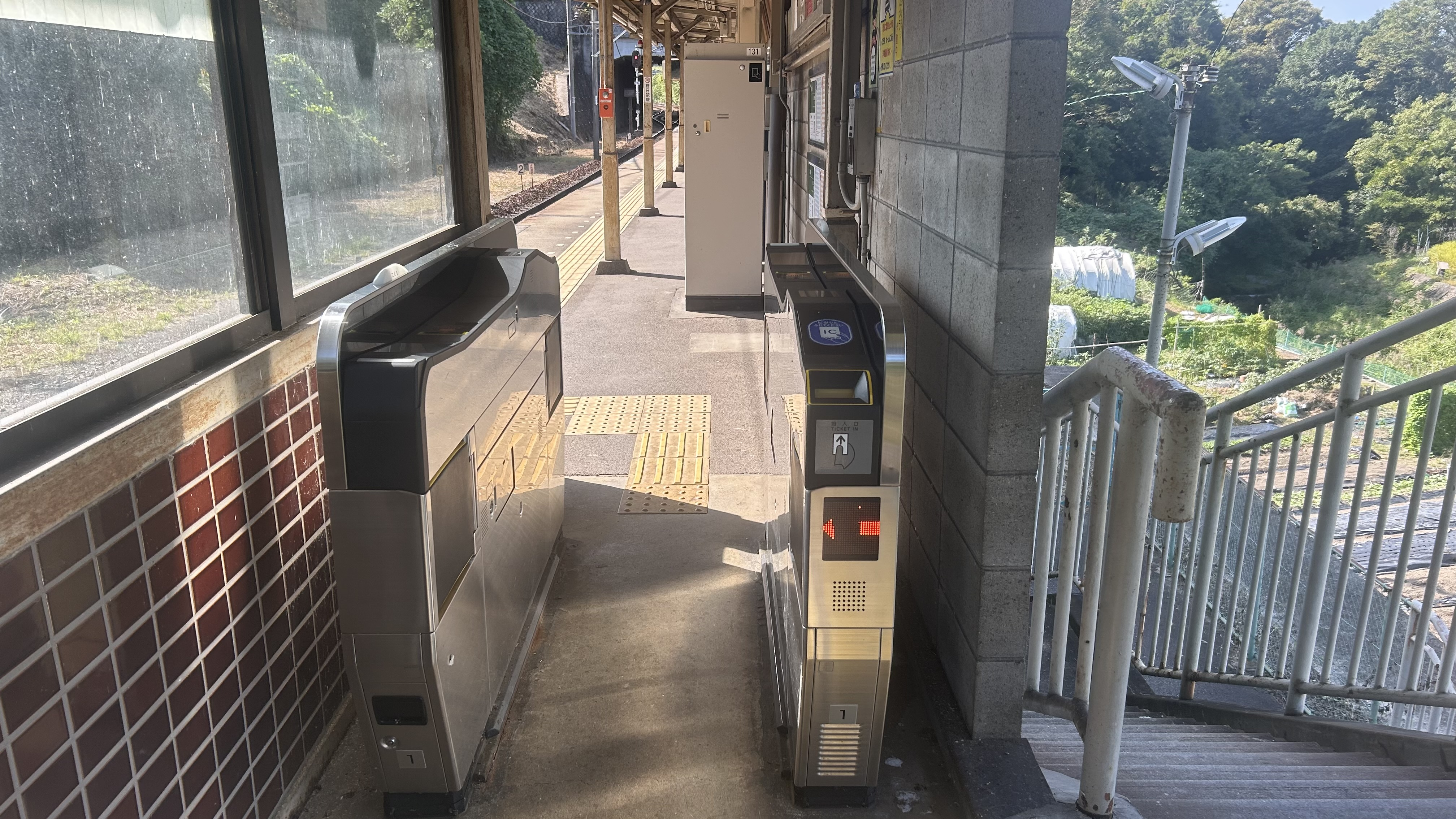
驗票閘口（2024年10月）

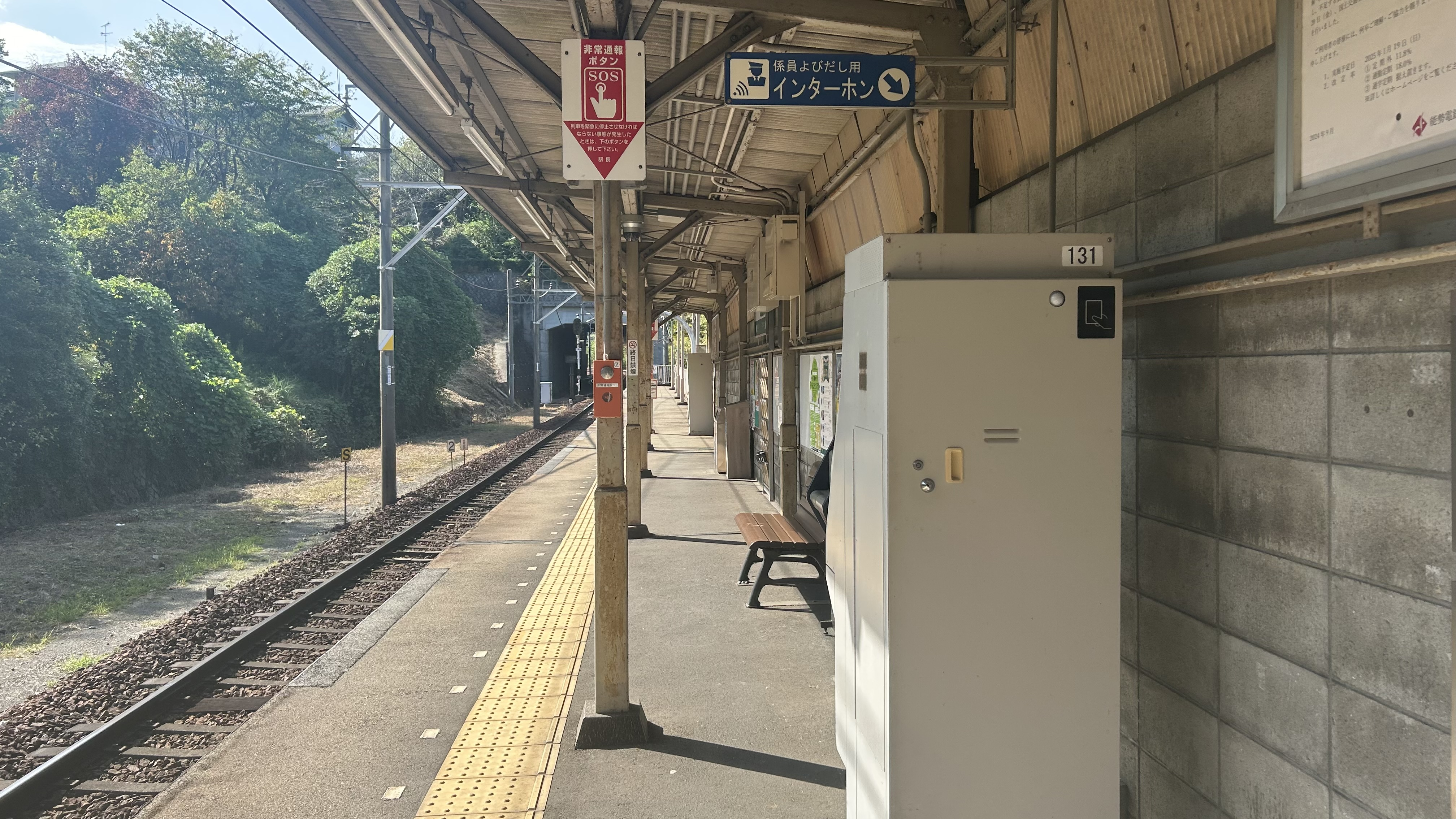
月台（2024年10月）

本站是地面車站，設有1面1線的單式月台。上下行線列車均停靠於同一月台。月台可容納4卡編成的列車。月台內已預留位置建設雙線鐵路，當向山下離站後便成為雙線鐵路。
站內設有自動售票機、自動閘機和自動補票機。能勢電鐵內已經有較多車站進行無障礙化工程。月台與驗票閘口之間透過樓梯連接。而車站外邊長久以來均設有站名牌，於2009年更換為小型站名牌。

## 車站周邊
本站南邊設有密集的住宅區大和團地（阪急北新都市），車站東邊設有行人天橋。另一方面，北邊指定為市街化調整區域，該處為田園地帶。站前設有道路連接北邊，但是道路比較狹窄。
- 大和團地（阪急北新都市）
- 川西大和郵局
- 初谷川

## 利用狀況
此站位於大和團地後方，多數居民會前往畦野站或山下站乘車。這是由於「日生特快」停靠上述兩站，加上該處較多商業設施。在團地內有阪急巴士路線前往上述兩站。而此站是能勢電鐵最少人使用的車站。
| 年次               | 一日平均 上下車人次 |
| ------------------ | ------------------- |
| 2003年（平成15年） | 265                 |
| 2007年（平成19年） | 213                 |
| 2011年（平成23年） | 152                 |
| 2012年（平成24年） | 170                 |
| 2013年（平成25年） | 174                 |
| 2014年（平成26年） | 169                 |
| 2015年（平成27年） | 135                 |
| 2016年（平成28年） | 155                 |
| 2017年（平成29年） | 150                 |
| 2018年（平成30年） | 125                 |
| 2019年（令和元年） | 109                 |

參考：川西市統計要覧

## 其他
在車站啟用當初未引入自動閘機前，下車時必須向司機展示車票（包括定期券）。在出售住宅區開始後的1968年，常盤台站啟用前，此站是山下站與妙見口站之間唯一中途站。

## 相鄰車站
能勢電鐵
 妙見線
■普通
山下（NS10）－笹部（NS11）－光風台（NS12）

## 注腳
1. 1 2 3 4 5 6 7  . 神戸新聞総合出版センター. 2012-12-10: 151. ISBN 9784343006745 （日语）.
2. 1 2  曾根悟（日语：曽根悟）（監修）. 朝日新聞出版分冊百科編集部（編集） , 编. . 週刊朝日百科. 14号 神戸電鉄・能勢電鉄・北条鉄道・北近畿タンゴ鉄道. 朝日新聞出版. 2011-06-19: 16 （日语）.

## 外部連結
- 笹部站 （能勢電鐵） （页面存档备份，存于）（日語）